# Joseph Gusikow

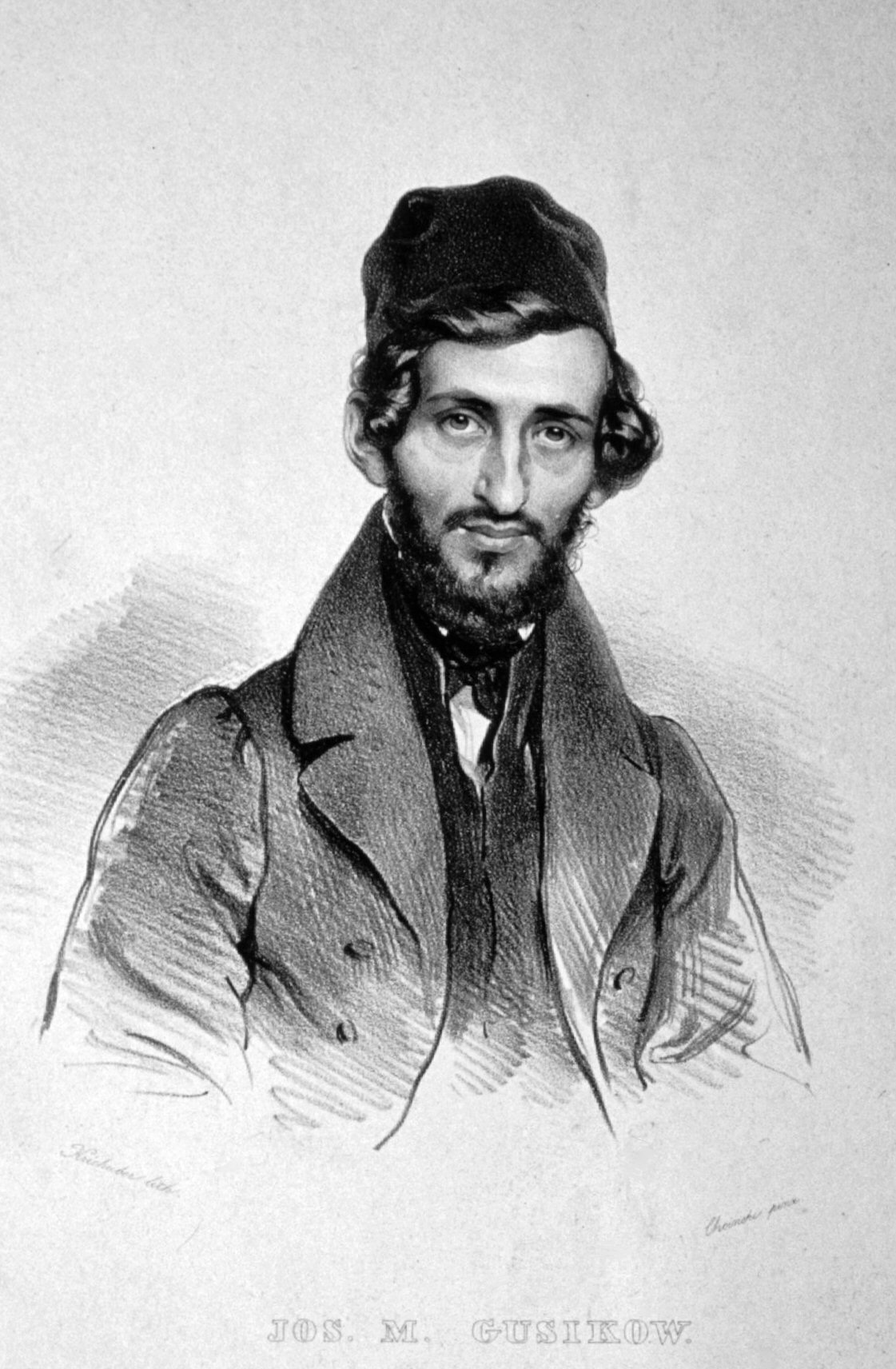
Joseph Gusikow, Lithographie von Josef Kriehuber nach Choinski

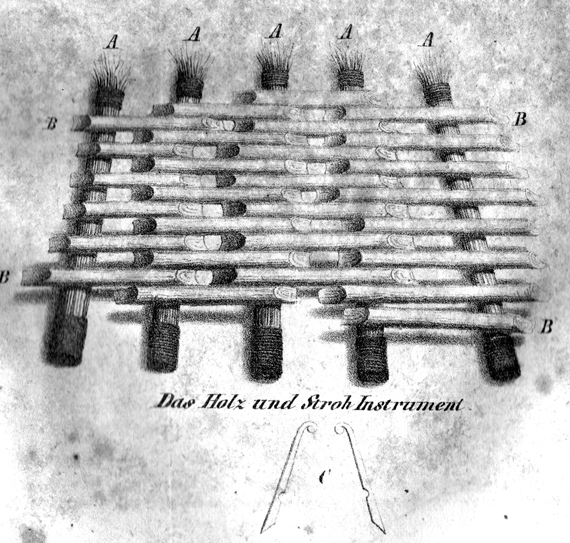
Gusikows Holz und Stroh Instrument, aus August Lewalds Zeitschrift Europa.

Michael Joseph Gusikow (* 2. September 1806 in Schklou; † 21. Oktober 1837 in Aachen) war ein jüdischer Klezmer und virtuoser Xylophonspieler, der auf seinen europaweiten Konzerten – er spielte auch vor dem Kaiser und Fürst Metternich – Fachleute und das allgemeine Publikum gleichermaßen begeisterte.

## Leben
Er wurde in Schklou im damaligen Ansiedlungsrayon des Russischen Reiches in einer Familie von Klezmern geboren. Zunächst erlernte er wie sein Vater das Flötenspiel, doch wegen einer Lungenschwäche suchte er sich ein anderes Instrument. 1831 konstruierte er ein, wie er es nannte, Holz-und-Stroh-Instrument, das eine Weiterentwicklung der Strohfiedel darstellt, die bis dahin nur ein Instrument der einfachen Volksmusik war. Es handelt sich um ein Xylophon in Form eines Zymbals, mit einem Tonumfang von zweieinhalb chromatischen Oktaven, wobei die hölzernen Klangstäbe auf Strohrollen liegen, um einen volleren Klang zu erzielen. Auf diesem Instrument entwickelte er eine außerordentliche Virtuosität und gab im Jahr 1834 Konzerte in Moskau, Kiew und Odessa. In Odessa hörte ihn Karol Lipiński, und mit der Unterstützung dieses polnischen Musikers und des französischen Dichters Lamartine unternahm er ab 1835 Konzerttourneen in Westeuropa, bei denen er in traditionell jüdischer Kleidung auftrat und die Bewunderung zahlreicher Zeitgenossen erweckte. An einem Konzert mit Gusikow im Pariser Palais des Tuileries trat beispielsweise der Pianist Friedrich Kalkbrenner als Gastsolist auf. Zwar war Franz Liszt vom Xylophonisten nicht begeistert und beschrieb ihn als Paganini der Boulevards. Hingegen erteilte ihm Ferdinand Hiller eine schriftliche Empfehlung an Giacomo Meyerbeer, und Felix Mendelssohn Bartholdy äußerte sich in einem Brief an seine Familie begeistert über Gusikows Virtuosität und sein Instrument. Der Musikkritiker François-Joseph Fétis, der ihn in Brüssel getroffen hatte und sich selbst über den 16-jährigen Liszt ziemlich herablassend geäußert hatte, beschrieb ihn in einem ausführlichen Artikel, in dem er auch auf die stimmungstechnischen Einzelheiten des Instrumentes einging.
Schon früh an Tuberkulose erkrankt, starb Gusikow im Alter von 31 Jahren während eines Konzertes in Aachen mit den Schlägeln in der Hand. Er hatte nie Noten gelernt und spielte vorwiegend eigene Kompositionen, daneben auch Bearbeitungen von Paganinis La Campanella und von weiteren bekannten Klavier- und Violinwerken.